# پیکسوس
پیکسوس (انگلیسی: Pyxus) شرکت دخانیات آمریکایی است، که در سال ۲۰۰۵ تأسیس شد.